# نجم متغير

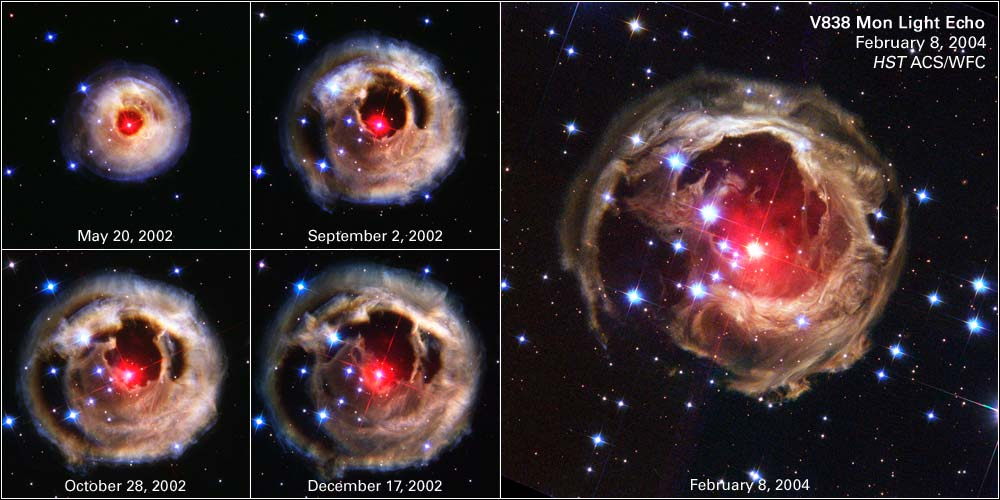
عدة صور تبين انعكاس ضوء النجم المتغير الأحمر V838 Monocerotis ، للفترة بين 20 مايو 2002 وشهر فبراير 2004.

نجم متغير في الفلك (بالإنجليزية: Variable star)‏ هو نجم يتغير سطوعه كما يرى من الأرض (قدره الظاهري) مع مرور الوقت. معظم النجوم في السماء لها ضوء ثابت، لكن علماء الفلك لاحظوا وجود بعض النجوم يتغير ضوؤها بشكل قوي وملحوظ، بسبب بعض التغيرات التي تحدث في باطن النجم مما يؤدي إلى تغير ضياءه وحجمه. وتصنف النجوم المتغيرة إلى ثلاثة أنواع:
1- النجوم النابضة.
2- النجوم المتفجرة.
3- النجوم الثنائية.
وقد تم تصنيف النجوم المتغيرة على يد عالمين أمريكيين بناءً على مقدار التغيرات التي تطرأ عليها. ولدراستها عدة فوائد منها أننا نستطيع بواسطتها قياس المسافة بيننا وبين المجرات الأخرى.

## النجوم النابضة

صور توضح دورة النجم النابض.

وتسمى أيضاً بالنجوم القيفاوية لأنها اكتشفت لأول مرة في مجموعة قيفاوي، وهي النجوم التي تنكمش وتتمدد باستمرار ويخفت ضوؤها حين انكماشها ويقوى عندما تتمدد، وتسمى عملية انكماش النجم ثم تمدده مجدداً بالدورة، والنجوم النابضة صغيرة حجما بشكل غير عادي فبعض النجوم النابضة يعادل حجمها 1 على 260 مليون من حجم الأرض، ومع ذلك فجاذبيتها أقوى بمليار مرة من جاذبية الأرض، ذلك لأنها ذات كتلة كبيرة وكثافتها شديدة جداً. ويعتقد العلماء أنها بقايا انفجارات عملاقة، وبعضها ينبض كل 01,0 ثانية، وأخرى تنبض مرة في الأسبوع. ونجم الشمال نجم نابض ينبض مرةً كل أربعة أيام. والملاحظ أن معدل نبض كل منها في منتهى الدقة وبعض هذه النجوم تكون الدورة النجمية له طويلة الامد والبعض الآخر قصيرة الامد.
ويتغير الطيف في النجوم المتغيرة كثيراً وذلك لاختلاف درجة حرارة النجم من فترة إلى أخرى ويصبح الطيف أكثر بريقا عندما ترتفع حرارة النجم وبالتالي يزداد لمعانه والعكس صحيح.

## النجوم المتفجرة

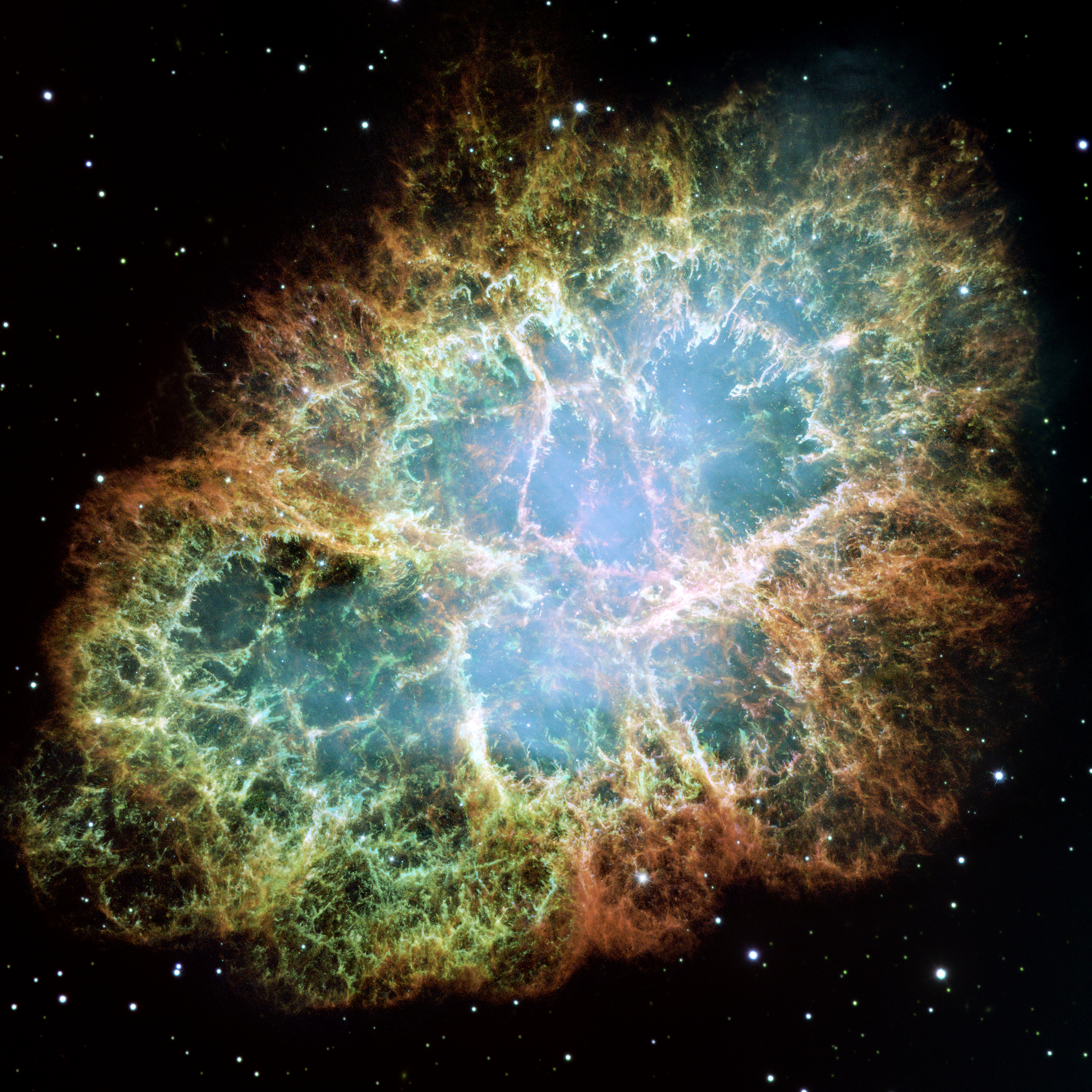
بقايا مستعر أعظم وتسمى سديم السرطان

أشهرها هو النجم المستعر، وانفجاره أقوى من انفجار النجم المتفجر العادي بآلاف المرات، ويوجد منها النجم المستعر الأعظم وهو عبارة عن سلسلة من الانفجارات النووية الهائلة التي تنتهي فيها حياة النجم تؤدي إلى تكوين سحابة من البلازما. وأشهر مثال على المستعر الأعظم هو سديم السرطان الشهير الذي انفجر قبل ألف سنة تقريباً.

## النجوم الثنائية

صورة متحركة تبين كيفية تحرك النجمين الثنائيين

النجم الثنائي هو عبارة عن نجمين يدوران حول بعضهما لكننا عندما نراهم من الأرض بدون مرقب نظن أنهما نجم واحد، وعندما نراهما بجانب بعضهما يكون ضوؤهما قويا لكن أحياناً يحجب أحدهما الآخر فلا يظهر إلا ضوؤه هو فتصبح درجة لمعانه أقل، ويعتقد العلماء أن ثلث النجوم في الكون ثنائية أو ثلاثية ولكنها بعيدة لدرجة أنه لا يمكن تمييزها حتى بالمرقب. وهذه النجوم متقاربةٌ جداً وتدور حول بعضها بسرعةٍ كبيرة حتى إن بعضها يدور حول الآخر في مدة ثماني ساعات أو أقل من ذلك.

## اقرأ أيضا
- HR 6819
- الشلياق الاحمر